# يحيى وكنوز (مسلسل)
يحيى وكنوز هو مسلسل رسوم متحركة مصري عرض في شهر رمضان لعام 2022، المسلسل من إخراج محمد عيد وتأدية إسعاد يونس، أحمد السقا، ياسر جلال، عصام السقا، أحمد العوضي، أشرف عبد الباقي، علاء مرسي وسامي مغاوري.
تدور أحداث المسلسل بين العصر الحديث وعصر ما قبل الميلاد وتحديدا عصر الأسرات المصرية القديمة، من خلال مغامرات طفل يسمى يحيى وشقيقته كنوز، اللذان يتعرفان على حياة الملوك العظام الذين عاشوا في مصر القديمة.